# O północy w Pera Palace. Narodziny współczesnego Stambułu
O północy w Pera Palace. Narodziny współczesnego Stambułu – książka amerykańskiego historyka Charlesa Kinga z 2014 roku. Polski przekład ukazał się w 2016 roku. Jest to historia XX wiecznego Stambułu przez pryzmat dziejów Pera Palace Hotel. 